# La Negra
La Negra este o așezară industrială din provincia Antofagasta, regiunea Antofagasta, Chile, cu o suprafață de  km2. 